# Comuna Turea, Snovsk
Turea (în ucraineană Тур'я) este o comună în raionul Snovsk, regiunea Cernihiv, Ucraina, formată din satele Ilkucea, Mîșîne, Selîșce și Turea (reședința).

## Demografie
Componența lingvistică a comunei Turea
     Ucraineană (97%)
     Rusă (2,77%)
     Alte limbi (0,15%)
Conform recensământului din 2001, majoritatea populației comunei Turea era vorbitoare de ucraineană (97%), existând în minoritate și vorbitori de rusă (2,77%).